# Eloy Ricardo Domínguez Martínez
Eloy Ricardo Domínguez Martínez (* 4. Januar 1977 in Havanna) ist ein kubanischer römisch-katholischer Geistlicher und Weihbischof in San Cristóbal de la Habana.

## Leben
Eloy Ricardo Domínguez Martínez erwarb zunächst einen Abschluss in Zivilrecht und studierte anschließend Philosophie und Theologie am Priesterseminar von Havanna. Am 27. August 2011 empfing er das Sakrament der Priesterweihe für das Erzbistum San Cristóbal de la Habana.
Neben verschiedenen Tätigkeiten in der Pfarrseelsorge war er Mitglied des Kirchengerichts des Erzbistums und Diözesanassistent für die Katechese. Ab 2020 war er Rector ecclesiae des Heiligtums San Lázaro in El Rincón sowie Pfarrer der Pfarrei Nuestra Señora de la Candelaria in Wajay.
Papst Franziskus ernannte ihn am 16. Juli 2022 zum Titularbischof von Nisa in Lycia und zum Weihbischof in San Cristóbal de la Habana. Der Erzbischof von San Cristóbal de la Habana, Juan Kardinal García Rodríguez, spendete ihm am 1. Oktober desselben Jahres in der Kathedrale von Havanna die Bischofsweihe. Mitkonsekratoren waren der Bischof von Pinar del Río, Juan de Dios Hernández Ruiz SJ, und dessen Amtsvorgänger Jorge Enrique Serpa Pérez.